# Kary Mullis
Kary Banks Mullis (Lenoir, Carolina del Norte, 28 de diciembre de 1944-Newport Beach, California, 7 de agosto de 2019) fue un bioquímico estadounidense. En 1993 compartió el Premio Nobel de Química con Michael Smith, debido a la invención de la reacción en cadena de la polimerasa (PCR por sus siglas en inglés). El proceso fue descrito originalmente por Kjell Kleppe y el nobel de 1968 Har Gobind Khorana, que permite la amplificación de secuencias específicas de ADN. Las mejoras hechas por Mullis permitieron convertir a la PCR en una técnica central en bioquímica y biología molecular, descrita por The New York Times como "altamente original y significativo, virtualmente dividiendo la biología en dos épocas de antes de P.C.R. y después de P.C.R."
Mullis cuestionó que el VIH causase el sida y negó que el cambio climático fuese causado por el hombre. También fue conocido por sus opiniones heterodoxas en ciencias sociales y astrología. Todas estas posturas le valieron críticas del The New York Times.

## Biografía
Se crio en Columbia (Carolina del Sur) y se licenció en química en el Georgia Institute of Technology. En 1966 se trasladó a California, para estudiar bioquímica, y allí consiguió un doctorado en la especialidad bajo la dirección de J. B. Neilands en la Universidad de Berkeley.
En 1972 se trasladó a Kansas siguiendo a su esposa, y consiguió empleo como investigador en cardiología pediátrica, además de adquirir formación en biología. Roto su matrimonio, volvió a California, donde trabajó un tiempo en la Universidad de San Francisco, como investigador en química farmacéutica, en el campo de las endorfinas. En 1979 fue contratado por la compañía californiana Cetus Corporation, donde trabajaba con oligonucleótidos (moléculas cortas de ADN o ARN).
En 1985, mientras seguía trabajando en Cetus, desarrolló la técnica de la reacción en cadena de la polimerasa, (PCR en sus siglas en inglés), una de las técnicas centrales en biología molecular, que permite la amplificación de una región específica de ADN usando nucleósidos trifosfatados y una polimerasa de ADN. La idea de multiplicar una hebra de ADN millones de veces le vino en 1983 pero no convenció a sus colegas de la compañía, por lo que tuvo que demostrar por sí mismo la aplicabilidad de la técnica. La versión de la técnica desarrollada inicialmente por Mullis, aunque eficaz, era poco eficiente, hasta que se le ocurrió emplear polimerasas del ADN termoestables, extraídas de microorganismos termofílicos, inicialmente la polimerasa llamada Taq, procedente de Thermus aquaticus.
Por esta invención, de gran valor en biotecnología y como herramienta de investigación científica y forense, en 1993 recibió el Premio Japón y el Premio Nobel de Química, compartido con el canadiense Michael Smith. Cetus, la compañía de Mullis, le dio una recompensa de 10.000 dólares por la invención de la PCR y luego vendió la patente por 300 000 000 de dólares a Roche Molecular Systems, una sección de la importante compañía farmacéutica Hoffmann-La Roche.
La PCR ha sido el fundamento de varias revoluciones en campos prácticos, como la identificación del origen de muestras de sangre o saliva (a los que recurre masivamente la ciencia forense), y la secuenciación de genes humanos o de otros organismos. La secuenciación genética era hasta entonces un proceso muy complicado, aplicable solo cuando se podían obtener de manera natural muchas copias del mismo ADN. La PCR convirtió en una rutina la investigación de la secuencia genética, permitiendo la lectura completa del genoma humano, así como de muchos organismos que se toman como modelos en la investigación de distintos problemas biológicos. La técnica ha permitido también investigar la filogenia (historia evolutiva) comparando las secuencias genéticas de distintas estirpes, que a su vez es el fundamento de un mundo de hipótesis científicas del máximo interés.
En un orden de cosas más anecdótico, sin la PCR no tendría sentido el argumento de la novela Parque Jurásico de Michael Crichton, llevada al cine en 1993 bajo la dirección de Steven Spielberg, donde se reconstruye el genoma de animales extintos a partir de restos mínimos de su sangre conservada en ámbar.

## Opiniones personales
Mullis dijo que la búsqueda interminable de más subvenciones y la permanencia en dogmas establecidos ha hecho daño a la ciencia. Creía que "la ciencia está siendo practicada por personas cuyos pagos dependen de lo que van a descubrir", y no de lo que realmente producen. Mullis ha sido descrito como un "investigador impaciente e impulsivo" que encuentra aburrido el trabajo de laboratorio rutinario y en cambio piensa sobre su investigación mientras conduce y surfea. Inventó la reacción en cadena de la polimerasa mientras conducía en la carretera.
En su autobiografía de 1998, Mullis expresó su desacuerdo con la evidencia científica que apoya el cambio climático y el agotamiento de ozono, la evidencia que el VIH causa el sida y afirmó su creencia en la astrología. Mullis sostiene que el cambio climático y la conexión VIH/sida se deben a una conspiración de ecologistas, agencias gubernamentales y científicos que intentan preservar sus carreras y ganar dinero, en lugar de evidencia científica. Mullis ha creado controversia por su asociación con el prominente negacionista del sida Peter Duesberg y afirmó que el sida es un diagnóstico arbitrario usado únicamente cuando se encuentran anticuerpos contra el VIH en la sangre de un paciente. El consenso médico y científico es que la hipótesis de Duesberg es pseudociencia, pues se ha demostrado conclusivamente que el VIH es la causa del sida, y que el calentamiento global está ocurriendo debido a actividades humanas. Seth Kalichman, investigador del sida y autor de Denying AIDS, admite que "parece extraño incluir un laureado con el Nobel entre el quién es quién de los pseudocientíficos del sida". Mullis también escribió el prefacio del libro What If Everything You Thought You Knew About AIDS Was Wrong? de Christine Maggiore, una negacionista del sida VIH positivo quien, junto con su hija, murió de una enfermedad relacionada con el sida. Un artículo de The New York Times listó a Mullis como uno de varios científicos que, después de hallar el éxito en su área de investigación, luego realizan afirmaciones infundadas, a veces extravagantes, en otras áreas. Un artículo de Skeptical Inquirer describió a Mullis como un "negacionista del sida con credenciales científicas que nunca ha hecho una investigación científica sobre el VIH o el sida."